# Bobby Bell (Eishockeytrainer)
Robert Arthur „Bobby“ Bell (* 4. November 1904 in Lachine, Québec; † 20. Mai 1940 in Abbeville, Frankreich) war ein kanadischer Eishockeyspieler und -trainer.

## Karriere
Bell spielte als Amateur in Kanada, besuchte mit seinem Team etwa 1927 Europa und wurde als Trainer für die Schweizer Nationalmannschaft verpflichtet. Mit dieser nahm er an den Olympischen Winterspielen 1928 in St. Moritz teil und gewann die Bronzemedaille. Anschließend wurde er vom HC Davos als Trainer verpflichtet. Zwei Jahre später betreute er die Schweizer Auswahl bei der Weltmeisterschaft und gewann eine weitere Bronzemedaille. 1931 gewann er mit dem HC Davos die Schweizer Meisterschaft.
1932 verließ er den HC Davos und wurde Trainer beim EHC Basel. Ab 1935 betreute er die Düsseldorfer EG und war ab 1936 parallel erster Reichstrainer der deutschen Nationalmannschaft. Mit dieser gewann er die Bronzemedaillen bei den Europameisterschaften 1936, 1937, 1938 und 1939.
In den Spielzeiten 1937/38 und 1940/41 war er Trainer des SC Riessersee und gewann jeweils die deutsche Meisterschaft mit der Mannschaft. 1940 betreute er zudem den Mannheimer ERC als Trainer.
1940 flüchtete er zunächst nach Belgien, um in seine kanadische Heimat zurückzukehren, wurde aber als deutscher Spion festgenommen und im Juni 1940 in Abbeville durch französische Soldaten ermordet.